# 유정 (산양애왕)
산양애왕 유정(山陽哀王 劉定, ? ~ 기원전 136년)은 중국 전한의 황족 · 제후왕이다. 양효왕의 4남으로 산양왕이다.
아버지가 경제 중6년(기원전 144)에 죽자 큰아버지 경제가 할머니 효문황후를 만족시키기 위해 형제들을 모두 왕으로 만들어 주면서, 양나라의 일부를 분할한 산양나라의 왕이 되었다.
산양애왕 9년(기원전 136)에 죽어 시호를 애(哀)라 하였고, 아들이 없어 산양나라를 폐해 군으로 삼았다.